# Italo Piccagli
Italo Piccagli (Firenze, 26 novembre 1909 – Cercina, 12 giugno 1944) è stato un militare, aviatore e partigiano italiano.
Capitano del Ruolo Servizi della Regia Aeronautica durante la seconda guerra mondiale, dopo l'armistizio dell'8 settembre 1943 aderì alla Resistenza, dando vita ad un servizio informazioni noto come Radio CORA. Consegnatosi spontaneamente alla polizia nazifascista nel tentativo di salvare i suoi compagni arrestati il 7 giugno 1944, fu torturato pesantemente nel tentativo di farlo parlare. Fucilato il 12 giugno, venne insignito della Medaglia d'oro al valor militare alla memoria.

## Biografia
Nacque a Firenze il 26 novembre 1909, e non conobbe mai il padre in quanto questi morì tre mesi prima della sua nascita. Cresciuto insieme alla madre Emma Tesi, a Pistoia dove ella esercitava il mestiere di insegnante in una scuola elementare, appassionatosi agli studi decise di entrare all'Accademia navale di Livorno, ma qualche tempo dopo, affascinato dal mondo dell'aviazione optò per la Regia Aeronautica. Dopo molte difficoltà, nel 1929 riuscì ad entrare nella Regia Accademia Aeronautica di Caserta, conseguendo la nomina a sottotenente l'anno successivo. Ottenuto il brevetto di pilota militare nel maggio 1932, nell'agosto successivo fu promosso al grado di tenente. Dopo aver frequentato il corso per Osservatore Marittimo venne assegnato all'Aviazione dell'Alto Tirreno, distinguendosi subito per il salvataggio degli equipaggi di due idrovolanti precipitati in mare. Promosso capitano nel 1936, due anni dopo dovette lasciare il servizio attivo transitando nei ruolo servizi a causa di una grave malattia al polmone sinistro, conseguenza dell'azione di salvataggio compiuta. Una volta conseguita la laurea in discipline nautiche divenne insegnante di navigazione aerea, meteorologia e cartografia presso la Scuola d'applicazione della Regia Aeronautica sita in Firenze, dove lo colse la proclamazione dell'armistizio dell'8 settembre 1943.
Aderito subito al movimento di resistenza, insieme ad Enrico Bocci, nel gennaio 1944 animò e fondò il servizio informazioni di Radio CORA del quale fecero parte anche il fisico Carlo Ballario, lo studente d'ingegneria Luigi Morandi e molti altri che si occupavano dell'organizzazione.
Radio Co.Ra riuscì a fornire preziose informazioni sui trasferimenti di truppe, sui concentramenti di mezzi militari, sugli apprestamenti difensivi della Linea Gotica e su altri apprestamenti germanici, rivelandosi un prezioso collegamento tra ufficiali alleati sfuggiti ai tedeschi e i raggruppamenti di partigiani che operavano nei dintorni di Firenze. Di particolare importanza furono le informazioni fornite il 10 maggio 1944, quando era in pieno svolgimento l'offensiva alleata su Cassino e la Divisione Corazzata "Hermann Göring", dopo aver attraversato Firenze in direzione di Roma per fermare l'avanzata degli alleati, stava sostando fra Siena e Grosseto, nei pressi di un cimitero. In poco tempo i bombardieri alleati attaccarono la colonna, composta da centinaia di mezzi corazzati e di veicoli cingolati per il trasporto truppe, annientandola quasi completamente. Questo attacco contribuì ad accelerare la liberazione di Roma e della stessa Firenze, ed il generale Harold Alexander, molto imprudentemente, volle ringraziare i partigiani fiorentini, attraverso una trasmissione di Radio Londra, per il prezioso aiuto fornito. Questo fatto contribuì alla spietata caccia cui furono sottoposti i membri di Radio Co.Ra., arrestati quasi tutti il 7 giugno 1944 in un appartamento di Piazza D'Azeglio. Nel tentativo di salvare i membri arrestati egli e il professor Bocci, poco dopo, si consegnarono spontaneamente ai nazifascisti, venendo immediatamente arrestati.

### Villa Triste
Portato a Villa Triste, a Firenze, dove subì interrogatori e sevizie, insieme a Bocci, si assunse la responsabilità di tutta l'organizzazione. Nella notte tra l'11 e il 12 giugno vennero a prenderlo per portarlo sul luogo della fucilazione.

### Fucilazione
Il 12 giugno fu fucilato, sul greto del torrente Terzolle (in località Cercina), nel comune di Sesto Fiorentino, insieme ad Anna Maria Enriques Agnoletti, a quattro paracadutisti fatti arrivare a Firenze da Radio Co.Ra., il sergente Pietro Ghergo di Recanati, il caporale Dante Romagnoli di Macerata, il soldato Ferdinando Panerai di Firenze, F. Franco e un partigiano cecoslovacco rimasto sconosciuto perché il suo nome con l'indirizzo, scritto sui muri di Villa Triste, fu cancellato, dopo la liberazione, dai proprietari della casa. Per onorarne la memoria le città di Firenze e di Roma gli hanno intitolato una via. A Enrico Bocci e ai suoi compagni è dedicato un monumento in piazza d'Azeglio a Firenze.

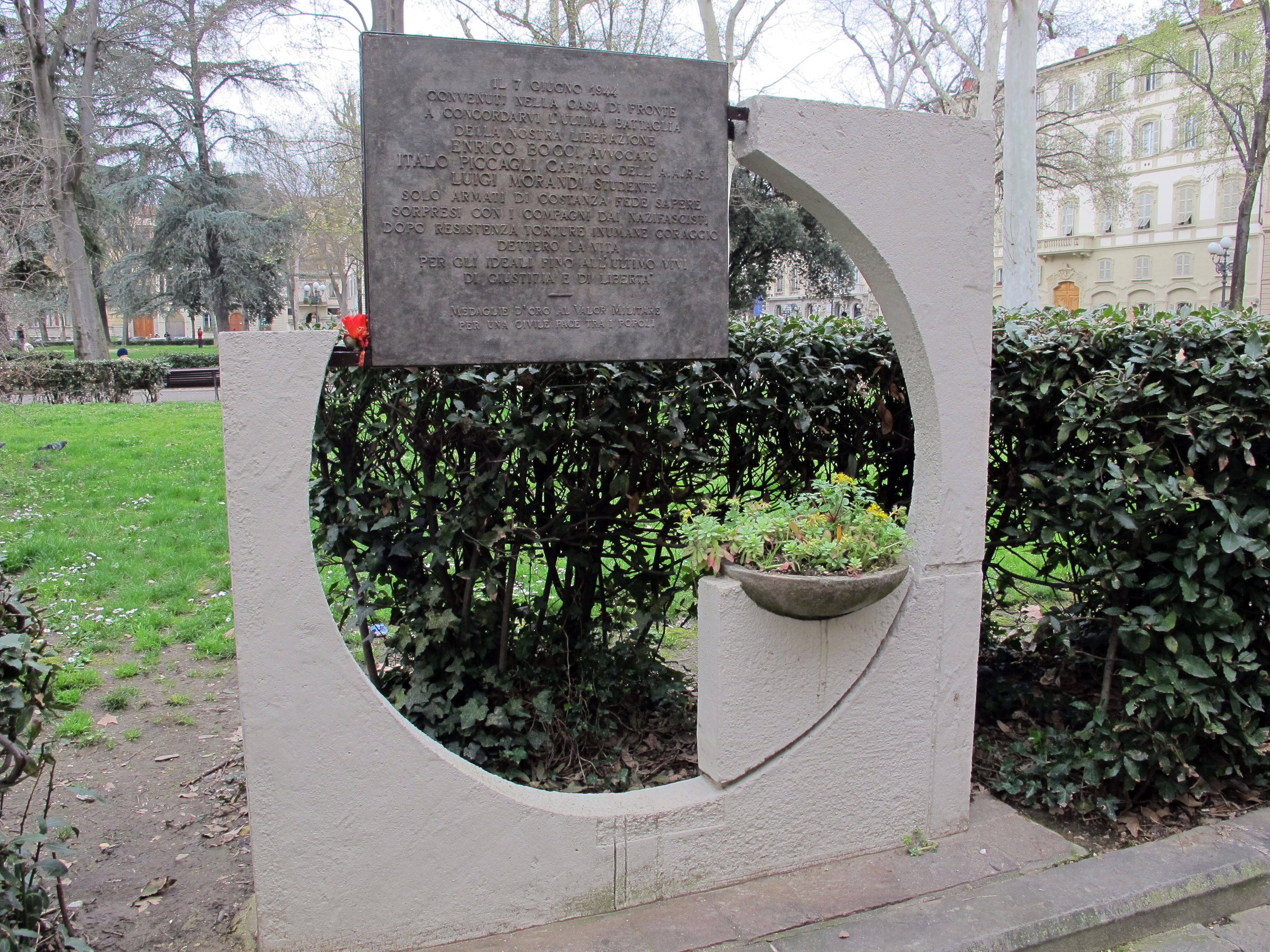
Monumento a Firenze

## Ruth Weidenreich
Sua moglie, Ruth Weidenreich, figlia del celebre anatomista-paleoantropologo Franz Weidenreich, fu deportata ad Auschwitz in quanto perseguitata per le sue origini israelite. Resterà ad Auschwitz fino al luglio 1945. Nel dopoguerra pubblicò un resoconto sulla sua esperienza (Un medico nel campo di Auschwitz. Testimonianza di una deportata, Firenze, Istituto storico della Resistenza in Toscana, 1960); il libro è una delle prime memorie di deportati italiani dai campi di concentramento nazisti.

### Annotazioni
1. ↑  Per questa azione fu insignito della Medaglia d'argento al valor aeronautico.
2. ↑  Studioso conosciuto nel campo dell'ottica, ricoprì l'incarico di supervisore per studi e ricerche presso il Centro aeronautico di Firenze delle Officine Galileo.

### Fonti
1. 1 2 3 4 5 6 7 8 9  Zani 2011, p. 18.
2. 1 2  Ufficio Storico dell'Aeronautica Militare 1969, p. 235.
3. ↑  Bocci, Barbieri 1969, p. 70.
4. ↑  Francovich 1962, p. 154.
5. 1 2 3 4 5 6  Zani 2011, p. 19.
6. ↑  Bocci, Barbieri 1969, p. 116: «A Villa Triste… il Piccagli, il Focacci e il Bocci furono interrogati la notte stessa e percossi a sangue».
7. ↑  Francovich 1962, p. 221: «Il più torturato fu Bocci. Bocci e Piccagli si assunsero la responsabilità di tutta l'organizzazione, scagionando così in parte i loro compagni di pena.»
8. ↑  Bocci, Barbieri 1969, p. 120, testimonianza di Giuseppe Cusmano.
9. ↑  Francovich 1962, p. 223.
10. ↑  Bocci, Barbieri 1969, p. 121.
11. ↑  Francovich 1962, p. 369.
12. ↑  Francovich 1962,  p. 223: «…Ruth … pur essendo israelita, si era volontariamente presentata per seguire la sorte del marito e si trovava in quel momento in una cella accanto alla sua.»
13. ↑  Bocci, Barbieri 1969, p. 128.
14. ↑  Anna Baldini, La memoria italiana della Shoah (1944-2009), in Atlante della letteratura italiana, vol. 3, Torino, Einaudi, 2012, pp. 758-763.
15. ↑   PICCAGLI Italo, Medaglia d'oro al valor militare, su quirinale.it.
16. ↑  La nota relativa alla data della morte riporta: «C'è un errore di data: non 9, ma 12 giugno»: appendice IX in op.cit. Carlo Francovich, La Resistenza a Firenze, p. 324.
17. ↑  Bollettino Ufficiale 1945, disp.14, p. 598.